# Тело как улика
«Тело как улика» (англ. Body of Evidence) — художественный фильм, эротический триллер с рейтингом NC-17.

## Сюжет
Действие фильма сконцентрировано на судебном процессе по подозрению в убийстве Ребеккой Карлсон своего пожилого любовника во время БДСМ-практики. Ребекка соблазняет женатого адвоката Фрэнка Дилейни, и тот добивается оправдания своей клиентки.

## В ролях
| Актёр           | Роль              |
| --------------- | ----------------- |
| Уиллем Дефо     | Фрэнк Дилейни     |
| Мадонна         | Ребекка Карлсон   |
| Энн Арчер       | Джоанна Брэслоу   |
| Майкл Форест    | Эндрю Марш        |
| Джо Мантенья    | Роберт Гэрретт    |
| Фрэнк Ланджелла | Джеффри Ростон    |
| Джулианна Мур   | Шэрон             |
| Юрген Прохнов   | доктор Алан Пейли |
| Чарльз Хэллахан | доктор Маккарди   |
| Стэн Шоу        | Чарльз Бриггз     |

## Оценки
Фильм был номинирован на шесть «Золотых малин», в том числе в номинациях «Худшая картина», «Худший актёр» (Уиллем Дефо), «Худший режиссёр», а Мадонна победила в номинации «Худшая актриса».